# Monopol...
Monopol... este o operă literară scrisă de Ion Luca Caragiale. 